# 内因性 (生物学)
生物学における内因性（英: endogenous）の物質やプロセスとは、生物、組織、細胞などのシステムの内部から発生するものである。
内因性の物質やプロセスは、生物の外部から発生する薬物などの外因性（英: exogenous）のものとは対照的である。